# Distrito de Nyū (Fukui)
El distrito de Nyū (丹生郡 Nyū-gun?) es un distrito localizado en la prefectura de Fukui, Japón. En octubre de 2019 tenía una población estimada de 20.171 habitantes y una densidad de población de 132 personas por km². Su área total es de 153,15 km².

## Localidades
- Echizen